# Lista över Libyens premiärministrar
Detta är en lista över Libyens regeringschefer sedan självständigheten 1951.

## Lista över Libyens regeringschefer (sedan 1951)
| Nr | Porträtt | Name (Född-Död) (Mandat)                                                        | Period           | Period           | Politiskt parti                     |
| --- | -------- | ------------------------------------------------------------------------------- | ---------------- | ---------------- | ----------------------------------- |
| Premiärministrar under Kungariket Libyen (1951–1969)                                                                 |          |                                                                                 |                  |                  |                                     |
| 1 |          | Mahmud al-Muntasir محمود المنتصر (1903–1970) (1:a gången)                       | 29 mars 1951     | 19 februari 1954 | Oberoende                           |
| 2 |          | Muhammad Sakizli محمد الساقزلي (1892–1976)                                      | 19 februari 1954 | 12 april 1954    | Oberoende                           |
| 3 |          | Mustafa Ben Halim مصطفى احمد بن حليم (1921-2021)                                | 12 april 1954    | 26 maj 1957      | Oberoend                            |
| 4 |          | Abdul Majid Kubar عبد المجيد كعبار (1909–1986)                                  | 26 maj 1957      | 17 oktober 1960  | Oberoende                           |
| 5 |          | Muhammad Osman Said محمد عثمان الصيد (1922–2007)                                | 17 oktober 1960  | 19 mars 1963     | Oberoende                           |
| 6 |          | Mohieddin Fikini محي الدين فكيني (1925–1994)                                    | 19 mars 1963     | 20 januari 1964  | Oberoende                           |
| (1) |          | Mahmud al-Muntasir محمود المنتصر (1903–1970) (2:a gången)                       | 20 januari 1964  | 20 mars 1965     | Oberoende                           |
| 7 |          | Hussein Maziq حسين يوسف مازق (1918–2006)                                        | 20 mars 1965     | 2 juli 1967      | Oberoende                           |
| 8 |          | Abdul Qadir al-Badri عبد القادر البدري (1921–2003)                              | 2 juli 1967      | 25 oktober 1967  | Oberoende                           |
| 9 |          | Abdul Hamid al-Bakkoush عبد الحميد البكوش (1933–2007)                           | 25 oktober 1967  | 4 september 1968 | Oberoende                           |
| 10 |          | Wanis al-Qaddafi ونيس القذافي (1924–1986)                                       | 4 september 1968 | 31 augusti 1969  | Oberoende                           |
| Premiärministrar under Arabrepubliken Libyen (1969–1977)                                                             |          |                                                                                 |                  |                  |                                     |
| 1 |          | Mahmud Sulayman al-Maghribi محمود سليمان المغربي (1935–2009)                    | 8 september 1969 | 16 januari 1970  | Oberoende                           |
| 2 |          | Muammar Gaddafi مُعَمَّر القَذَّافِي (1942–2011)                                        | 16 januari 1970  | 16 juli 1972     | Militär / Arabsocialistiska unionen |
| 3 |          | Abdessalam Jalloud عبد السلام جلود (f. 1944)                                    | 16 juli 1972     | 2 mars 1977      | Militär / Arabsocialistiska unionen |
| Generalsekreterare för Folkets Generalkommitté under Stora Socialistiska Folkets Libyska Arab Jamahiriya (1977–2011) |          |                                                                                 |                  |                  |                                     |
| 1 |          | Abdul Ati al-Obeidi عبد العاطي العبيدي (f. 1939)                                | 2 mars 1977      | 2 mars 1979      | Oberoende                           |
| 2 |          | Jadallah Azzuz at-Talhi جاد الله عزوز الطلحي (f. ?) (1st Term)                  | 2 mars 1979      | 16 februari 1984 | Oberoende                           |
| 3 |          | Muhammad az-Zaruq Rajab محمد الزروق رجب (f. 1940)                               | 16 februari 1984 | 3 mars 1986      | Oberoende                           |
| (2) |          | Jadallah Azzuz at-Talhi جاد الله عزوز الطلحي (f. ?) (2nd Term)                  | 3 mars 1986      | 1 mars 1987      | Oberoende                           |
| 4 |          | Umar Mustafa al-Muntasir عمر مصطفى ألمنتصر (1939–2001)                          | 1 mars 1987      | 7 oktober 1990   | Oberoende                           |
| 5 |          | Abuzed Omar Dorda أبو زيد عمر دوردة (f. 1944)                                   | 7 oktober 1990   | 29 january 1994  | Oberoende                           |
| 6 |          | Abdul Majid al-Qa′ud عبد المجيد القعود (f. 1943)                                | 29 januari 1994  | 29 december 1997 | Oberoende                           |
| 7 |          | Muhammad Ahmad al-Mangoush محمد أحمد المنقوش (f. ?)                             | 29 december 1997 | 1 mars 2000      | Oberoende                           |
| 8 |          | Imbarek Shamekh امبارك عبدالله الشامخ (f. 1952)                                 | 1 mars 2000      | 14 juni 2003     | Oberoende                           |
| 9 |          | Shukri Ghanem شكري محمد غانم (1942–2012)                                        | 14 juni 2003     | 5 mars 2006      | Oberoende                           |
| 10 |          | Baghdadi Mahmudi البغدادي علي المحمودي (f. 1945)                                | 5 mars 2006      | 23 augusti 2011  | Oberoende                           |
| Premiärministrar under Nationella övergångsrådet (2011–2012)                                                         |          |                                                                                 |                  |                  |                                     |
| — |          | Mahmoud Jibril محمود جبريل (1952–2020) (Tillförordnad premiärminister)          | 5 mars 2011      | 23 oktober 2011  | Oberoende                           |
| — |          | Ali Tarhouni علي الترهوني (f. 1951) (Tillförordnad premiärminister)             | 23 oktober 2011  | 24 november 2011 | Oberoende                           |
| — |          | Abdurrahim El-Keib عبد الرحيم الكيب (1950-2020) (Tillförordnad premiärminister) | 24 november 2011 | 8 augusti 2012   | Oberoende                           |
| Premiärministrar under Generalförsamlingen (2012–2013)                                                               |          |                                                                                 |                  |                  |                                     |
| — |          | Abdurrahim El-Keib عبد الرحيم الكيب (1950-2020) (Tillförordnad premiärminister) | 8 augusti 2012   | 14 november 2012 | Oberoende                           |
| 11 |          | Ali Zeidan علي زيدان (f. 1950)                                                  | 14 november 2012 | 9 januari 2013   | Oberoende                           |
| Premiärministrar under Staten Libyen (2013– )                                                                        |          |                                                                                 |                  |                  |                                     |
| 11 |          | Ali Zeidan علي زيدان (f. 1950)                                                  | 9 januari 2013   | 11 mars 2014     | Välfärd- och utvecklingspartiet     |
| 12 |          | Abdullah al-Thani عبد الله الثني (f. 1954)                                      | 11 mars 2014     | 5 april 2016     | Oberoende                           |
| 13 |          | Fayez al-Sarraj فائز السراج or فايز السراج (f. 1960)                            | 5 april 2016     | 15 mars 2021     | Oberoende                           |
| 14 |          | Abdul Hamid Dbeibeh عبد الحميد الدبيبة (f. 1958)                                | 15 mars 2021     | Innehar ämbetet  | Oberoende                           |